# Hank Greenberg
Henry Benjamin "Hank" Greenberg (nascido Hyman Greenberg; 1º de janeiro de 1911 – 4 de setembro de 1986), apelidado "Hammerin' Hank", "Hankus Pankus" ou "The Hebrew Hammer", foi um jogador profissional de beisebol e executivo do esporte. Jogou na Major League Baseball (MLB), principalmente pelo Detroit Tigers como primeira base nos anos 1930 e 1940. Membro do Baseball Hall of Fame, foi um dos mais poderosos rebatedores de sua geração e é amplamente considerado um dos naiores sluggers na história do beisebol. Teve 47 meses de serviço militar durante a Segunda Guerra Mundial, quando ficou de fora das grandes ligas.